# Bilabria gigantea
Bilabria gigantea és una espècie de peix de la família dels zoàrcids i de l'ordre dels perciformes.

## Morfologia
- Els mascles poden assolir 31,3 cm de longitud total.
- Nombre de vèrtebres: 118-127.[4]

## Hàbitat
És un peix marí i de clima temperat que viu entre 70-180 m de fondària.

## Distribució geogràfica
Es troba al Japó.

## Observacions
És inofensiu per als humans.